# Wolfgang Kaempfer
Pour les articles homonymes, voir Kaempfer.
Wolfgang Kaempfer (3 janvier 1923 à Weissenburg Bavière - 29 mai 2009 à Leezen Mecklembourg-Poméranie-Occidentale) était un écrivain allemand.

## Biographie
Wolfgang Kaempfer naquit le 3 janvier 1923 à Weißenburg en Bavière. Ses parents étaient l'écrivain et traducteur Hans Kaempfer et la cantatrice Lisa Kaempfer, née Rupp. Il passa son enfance à Brunswick dans la maison de son grand-père David Kaempfer, un physicien spécialisé dans l'optique et l'objectif photographique, puis à Berlin où la famille arriva en 1934. Grâce à certaines relations, la famille réussit à faire disparaître de ses papiers le prénom Cohn porté par l'arrière-grand-père, originaire de Posen (Poznań). À partir de 1941, Wolfgang Kaempfer fit l'expérience de la guerre comme soldat. Après 18 mois de captivité en Russie, il entama un cursus universitaire général, comprenant les sciences naturelles (physique et chimie), la philosophie, la psychologie et la littérature. En 1953, il passa son doctorat en lettres. Ensuite, il travailla comme adaptateur scénique à la radio-télévision de Berlin (SFB, aujourd’hui RBB), puis chez l’éditeur de théâtre Felix Bloch Erben. En 1963, il fut engagé au Goethe-Institut dont il dirigea les Centres Culturels d’Alger et de Toulouse, tout en effectuant des recherches en germanistique. Il publia des articles dans diverses revues littéraires (notamment dans la revue Recherches germaniques) et une présentation très critique de l’écrivain Ernst Jünger (1981). Au cours des années 1980, il entra en contact avec le groupe constitué autour du département d’anthropologie historique de l’Université Libre de Berlin (FU), cofondé par Dietmar Kamper, qui devint un ami proche. Parallèlement, il enseigna la littérature en Italie (à Trieste, Padoue) et coorganisa des colloques avec l’Istituto Gramsci et le Goethe-Institut Trieste, dont il fut le directeur. Ses recherches s’orientèrent alors plus particulièrement vers le problème du temps, l’histoire, l’esthétique et les phénomènes de civilisation. Ces thèmes sont présents dans les quatre livres qu’il publia entre 1991 et 2005. Ses publications lui valurent des invitations à la FU et à l’Université Humboldt de Berlin. Né de discussions avec son ami, le philosophe berlinois Klaus Heinrich, son dernier projet théorétique devait traiter de « l’acte civilisateur » d’Héraclès pris de folie meurtrière. Mais une autre passion, qui l’avait occupé dès sa jeunesse, l’emporta : il préféra passer les deux dernières années de sa vie à l’écriture d’un roman, qui restera malheureusement inachevé. Il repose au Waldfriedhof Heerstraße (II-W1-47) près du Stade olympique de Berlin.
Wolfgang Kaempfer a été marié quatre fois. Avec sa deuxième épouse Dorothee (née Schäfer), il a eu un enfant Stefan Kaempfer et a un petit fils Tilman Kaempfer.